# Arraška zveza
Arraška zveza (nizozemsko: Unie van Atrecht) je bila zveza nizozemskih provinc, ustanovljena 6. januarja 1579 v Arrasu, s katero so se najjužnejše province odrekle boju za osamosvojitev, priznale lojalnost španskemu kralju Filipu II. in katoliško vero kot edino dovoljeno vero.
Nova močna španska vojska ki je na začetku leta 1578 prispela na Nizozemsko pod vodstvom Aleksandra Farneseja, vojvode Parmskega, je najbolj ogrožala južne province. Te so bile med gospodarsko najrazvitejšimi, močno je bilo plemstvo in razširjeni stari privilegiji. Bile so najmanj navdušene za tveganja upora in prevladovala je katoliška vera. Tako so se po prihodu velike španske vojske odločile, da se podredijo španskim zahtevam.
Grofiji Hainault in Artois in valonske mestne grofije Lille, Douai in Orchies so se v pogodbi zavezale, da se bodo podredile španski oblasti in sprejele katolištvo kot edino dovoljeno vero (vse druge vere bodo prepovedane), če bodo Španci umaknili čete z njihovih ozemelj, če bo upravljanje dežele organizirano na enak način kot v času habsburškega cesarja Karla V. (v katerem bodo domačini zastopani z dvema tretjinama članov) in če bodo vrnjeni vsi privilegiji, ki so veljali pred začetkom nizozemskega upora.
V odziv na arraško zvezo so se severne nizozemske province slabe tri tedne kasneje povezale v utrechtsko zvezo.